# Haplocampa
Haplocampa és un gènere de diplurs de la família Campodeidae. Hi ha almenys cinc espècies descrites en Haplocampa.

## Taxonomia
- Haplocampa chapmani Silvestri, 1933
- Haplocampa drakei Silvestri, 1933
- Haplocampa rugglesi Silvestri, 1933
- Haplocampa wagnelli Sendra, 2019
- Haplocampa wheeleri Silvestri, 1912